# Funkiella
Funkiella là một chi thực vật có hoa trong họ Orchidaceae.